# Acmaeodera bishopiana
Acmaeodera bishopiana är en skalbaggsart som beskrevs av Henry Clinton Fall 1907. Acmaeodera bishopiana ingår i släktet Acmaeodera och familjen praktbaggar. Inga underarter finns listade i Catalogue of Life.